# 린다 에번스
린다 에번스(Linda Evans, 1942년 11월 18일 ~ )는 미국의 배우이다.

## 텔레비전
- 더 폴 가이
- 다이너스티 (1981년 드라마)
- 남과 북 (텔레비전 드라마)